# Villa Bouchina

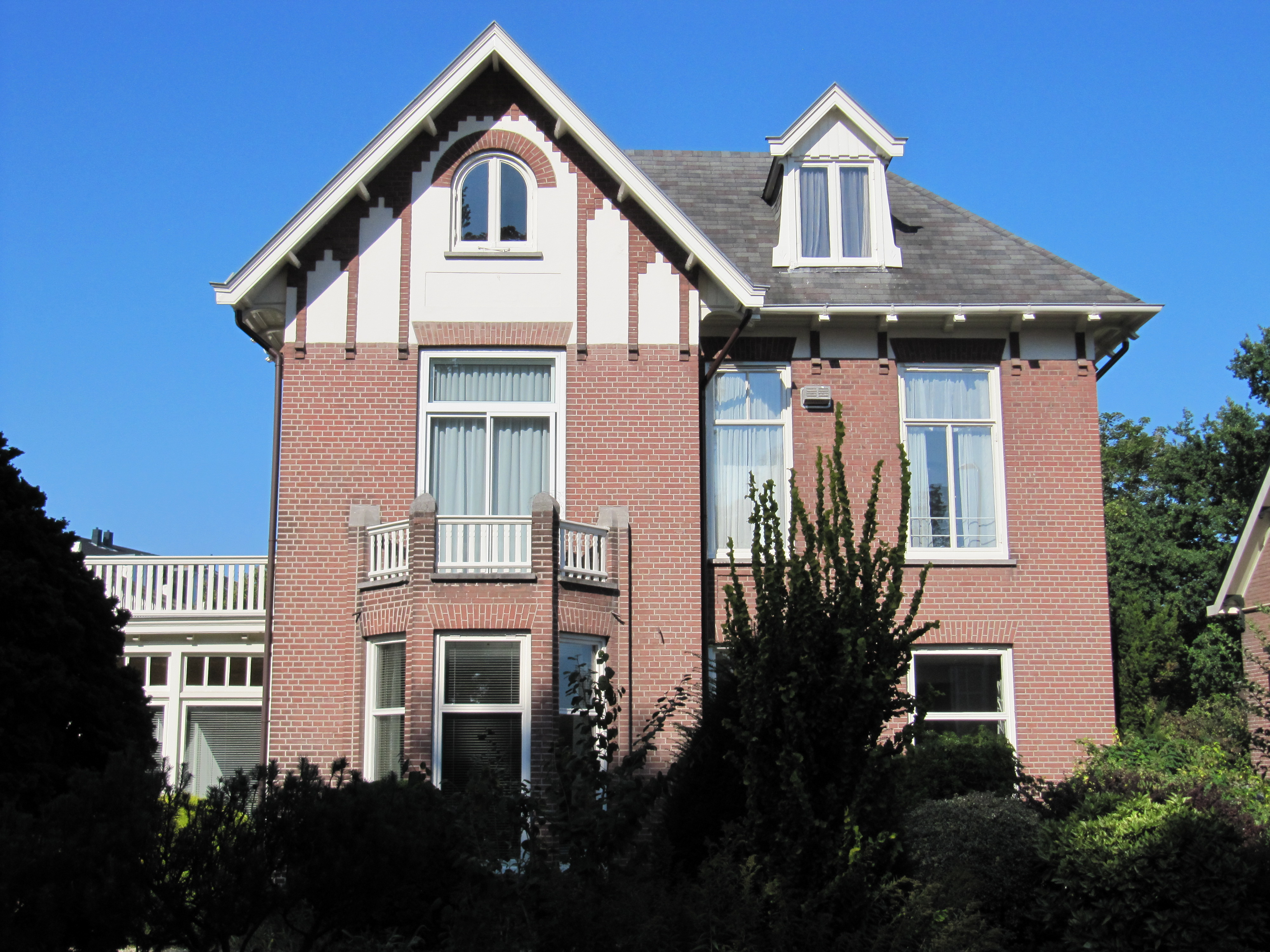
Villa Bouchina in Doetinchem

Die Villa Bouchina befand sich in der niederländischen Stadt Doetinchem. Während des Zweiten Weltkriegs wurden dort von den deutschen Besatzungskräften neun (nach anderen Angaben acht) Juden mit herausragender sozialer Stellung am 27. Februar 1943 inhaftiert und unter zunächst bevorzugter Behandlung gefangen gehalten. Ziel war dabei, andere Onderduikers (versteckte Juden) mit der Aussicht auf bevorzugte Behandlung dazu zu bringen, sich freiwillig zu stellen. Die Inhaftierten wurden jedoch bereits am 21. April 1943 in das Ghetto Theresienstadt abtransportiert.
Doetinchem war nicht die einzige Stadt mit einem Internierungslager dieser Art; in der nahe gelegenen Stadt Barneveld benutzten die Deutschen mit der gleichen Intention das Schloss De Schaffelaar und das Haus De Biezen. In Barneveld wurden rund 600 Personen festgehalten. Ausgewählt wurden diese Personen von Staatssekretär Karel Johannes Frederiks, der auch für die Internierungen in der Villa Bouchina verantwortlich war.

## Liste der Insassen
- Jo Spier[4]
- Tineke Spier-van Raalte
- Peter Spier[5]
- Céline Spier[5]
- Tom Spier[4]
- Clara Ricardo-Ancona[5]
- Abraham Spetter[5]
- Paul Drukker[5]